# Selgase
Selgase (Duits: Selli) is een plaats in de Estlandse gemeente Saaremaa, provincie Saaremaa. De plaats heeft de status van dorp (Estisch: küla) en heeft 14 inwoners (2021).
Tot in oktober 2017 lag Selgase in de gemeente Mustjala. In die maand ging Mustjala op in de fusiegemeente Saaremaa.

## Geschiedenis
Selgase werd voor het eerst genoemd in 1572 onder de naam Selli, een nederzetting en een landgoed, dat door Magnus van Lijfland in leen was gegeven aan de familie von Essen. Het bleef tot 1737 in het bezit van de familie; daarna kwam het landgoed in het bezit van de eigenaars van het landgoed van Pidula, de familie von Stackelberg. Selgase werd een veehouderij (Estisch: karjamõis) binnen het landgoed Pidula. Tussen 1772 en 1919 was ze in het bezit van de familie von Toll.